# Mesoligia humeralis
Mesoligia humeralis är en fjärilsart som beskrevs av Adrian Hardy Haworth 1809. Mesoligia humeralis ingår i släktet Mesoligia och familjen nattflyn. Inga underarter finns listade i Catalogue of Life.